# 日航行政特快

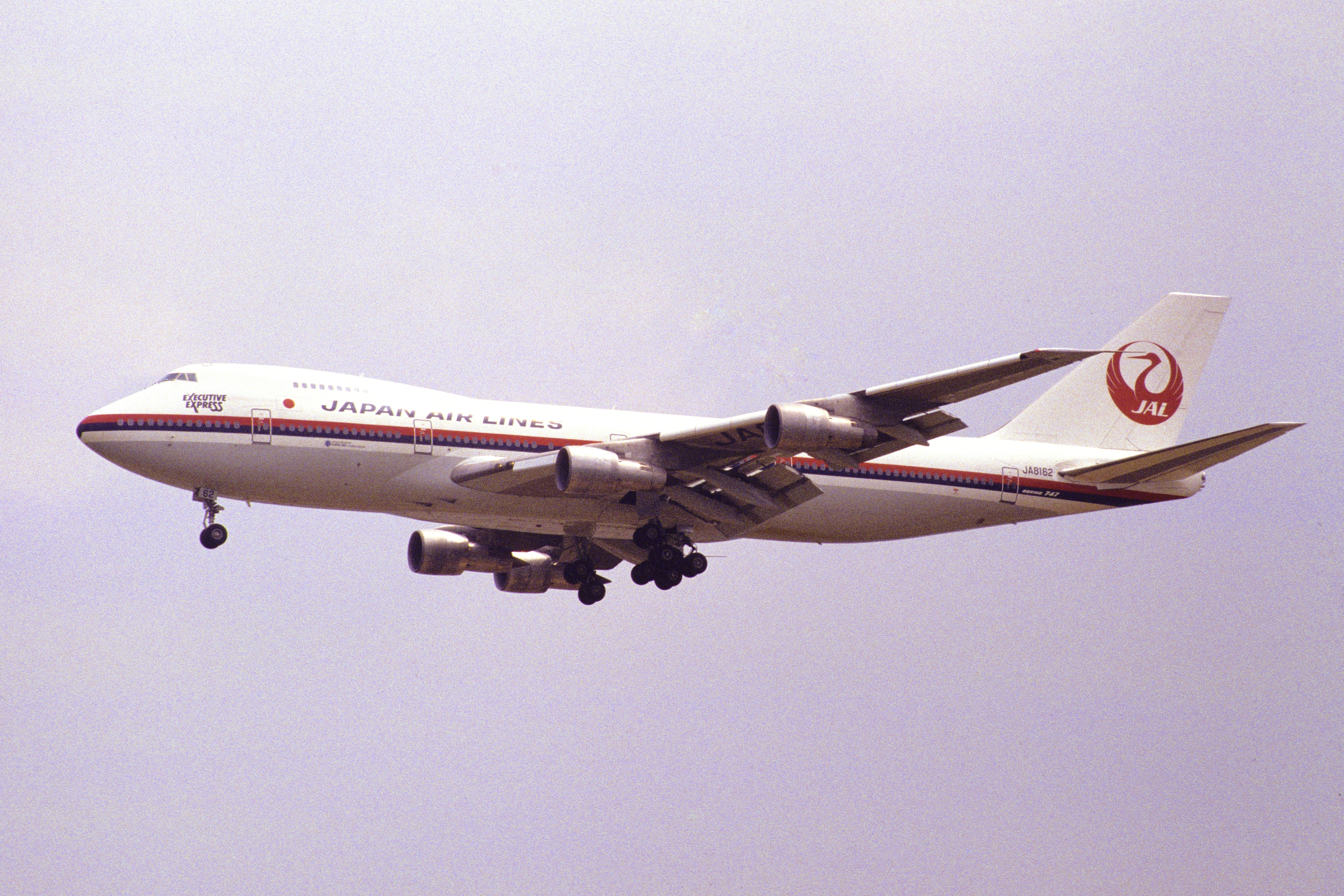
機頭印上「EXECUTIVE EXPRESS」標記的日航747-246B

日航行政特快（日语：エグゼクティブ・エクスプレス）是日本航空使用波音747運行的特別規格飛機，專門用以執行來往東京成田機場直飛紐約約翰·甘迺迪國際機場的航班。

## 簡介
日航行政特快是日本航空首次能夠由東京成田機場直飛紐約約翰·甘迺迪國際機場的服務，兩地相隔11,280公里。
在此以前，日本航空使用DC-10飛行東京至紐約航線，中途停靠安克拉治作為補給點。當時的競爭對手泛美航空擁有超長距離性能的波音747SP，能夠連續飛行超過11,000公里，故能夠使用該機型開辦東京至紐約的不停站直飛航線（1976年4月25日开航）。當時能夠連續飛行超過11,000公里的飛機，只有波音747SP可供選擇；日本航空沒有波音747SP，故沒有合適機型開辦東京至紐約的直飛航線，直至普惠开发出供波音747-300使用的JT9D-7R4G2型发动机。
1983年，日本航空為迎戰泛美航空的紐約直飛航線，決定引入超長距離性能的波音747-200B（下文以「200B」作標記）。此種特別規格飛機為747-246B（「246B」中的「46」為波音對日本航空的客戶代碼），日本航空在1983年引入兩架（JA8161、JA8162），同年的7月1日開始商業飛行，1986年再引入一架 （JA8169）。
此三架747-200的機頭印上「EXECUTIVE EXPRESS」的標記，與其他的波音747作出區別。

## 特徵
日本航空本來所擁有的200B所配置的引擎，為普惠的JT9D-7Q型號，而這三架客機所使用的引擎，是當時普惠用於開發波音747-300，最新的JT9D-7R4G2型號。同時，為配合超越200B的長距離性能（當時一般的200B續航距離只有10,650公里），這三架客機的油箱亦有加大，因此就能夠確保這三架客機能夠擁有與747SP相同的續航距離。
同時日本航空開辦的成田至紐約甘迺迪直飛航線（往紐約為JAL6，往成田為JAL5）主攻商務旅客市場，機艙配置亦作出對應調整。最初引入時的配置為頭等艙設有44席，商務艙128席，經濟艙114席，經濟艙更只佔747客艙下層第四至第五門之間的空間，亦是少數飛機的經濟艙不超過全機座席的一半，屬當時的異端，與航空業界對客艙三等制中的常識有差異:73。
後來引入的JA8169，更引入「衛星通訊系統」，可以撥打衛星電話，该机在1980年代末期至90年代初期也曾执行专机任务，如1989年日本首相宇野宗佑出席第15届七国集团首脑会议:74及1992年日本天皇明仁访问中国，直至1993年航空自卫队747-400专用机入列。
1985年6月22日，該兩架客機調整機艙配置，頭等艙仍設有44席，商務艙增加至204席，並取消經濟艙，全力進攻商務旅客市場。與原先波音為747設計客艙三等制下的標準配置最多550座對比，實在是非常少座位的機艙配置；而一般使用波音747飛行的航線，亦不會提供如此少數目的座位。

## 後續發展

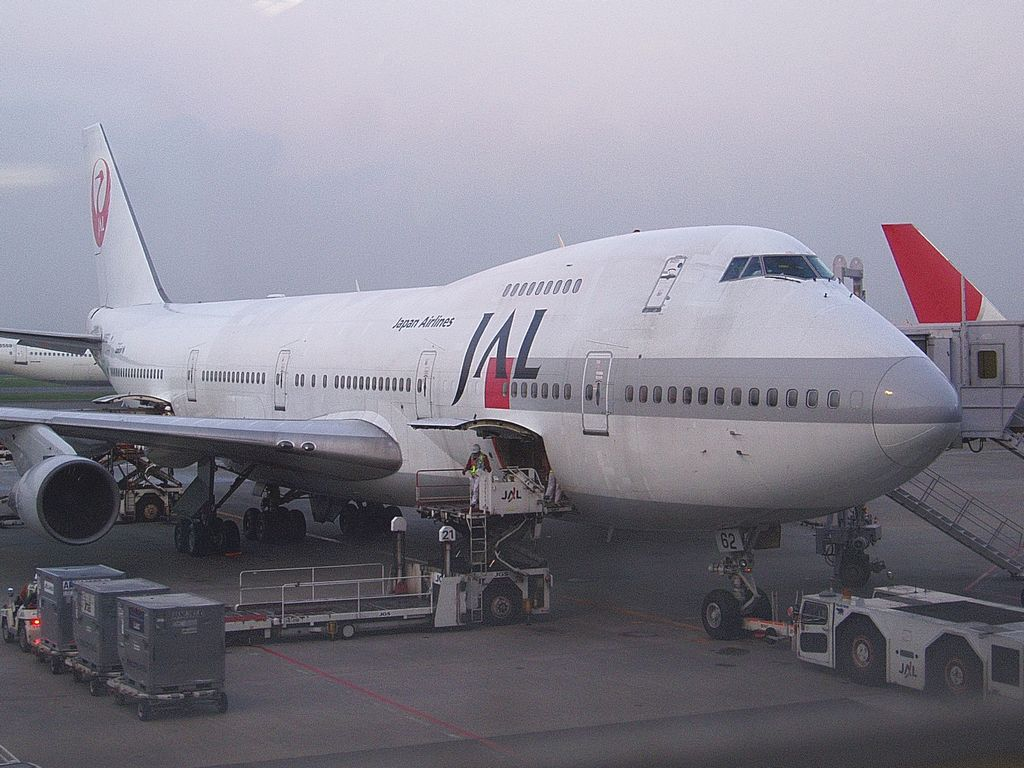
不再擔當紐約直航航線的JA8162

隨著引擎性能進步，雖然747-200B本身也能夠飛行長距離，但波音亦決定從此以後所製造的200B以普惠引擎JT9D-7R4G2作為標準配置，而續航距離亦延長至11,397公里。但是，波音747系列中的747SP並不太受歡迎，最終只製造了45架便決定停產。
及後日本航空引入747-400用於國際航線，包括東京至紐約直飛，這三架客機再無指定需要飛行來往紐約的直飛航班，機艙亦改為日航國際線機型的標準配置。約在2000年左右，JA8161、JA8169被改為貨機，直至2007年退役，而繼續擔任客運的JA8162亦於2007年退役。截至2023年7月，JL5/6与JL3/4均用于东京羽田往返纽约的不经停航班，二者均由波音777-300ER担当。2024年1月24日起，JL5/6次航班改由空中客车A350-1000隔日执飞，同年2月2日改为A350-1000每日执飞。